# Nicăieri nu-i ca acasă (album)
Nicăieri nu-i ca acasă este cel de-al doilea album al trupei La Familia, lansat la data de 06 mai 1998 prin „Cat Music” / „Media Services”, atât pe casetă cât și pe CD, acesta fiind vândut în aproximativ 70.000 de exemplare în toată țara. Primul lor album a fost Băieți de cartier, lansat pe 16 august 1997, adică cu aproximativ 9 luni înainte față de cel de-al doilea album. Albumul Nicăieri nu-i ca acasă a beneficiat în premieră și de un videoclip la piesa Tupeu de borfaș în colaborare cu Dana Marijuana, dar, care a apărut în 1999, însă versiunea de videoclip e parțial modificată față de versiunea de album, și tot cea mai cunoscută piesă de pe album și probabil cea mai cunoscută piesă a trupei de până acum, tot Tupeu de borfaș, a atacat ca reprezentantă a Cartelului, cu limitarea specifică educației, două trupe ale R.A.N.-S.-ului imediat după lansarea ei. În această piesă au fost vizați „capii” R.A.N.-S.-ului, adică R.A.C.L.A. și altă trupă din R.A.N.-S., Getto Daci, și din afara R.A.N.-S.-ului, pe Tase din Pirats Klan. Ca colaboratori îi avem pe cântăreața menționată mai sus (Marijuana), B.U.G. Mafia, Adrian, Mihai Budeanu & Laurențiu Duță (3rei Sud Est), Cătălina Toma și Gunja. Albumul conține 15 track-uri dintre care 12 piese noi, intro, remix-ul piesei Băieți de cartier (varianta originală fiind pe albumul de debut) și varianta cenzurată a piesei Tupeu de borfaș.

## Ordinea pieselor pe disc
Tracklist
| Nr.             | Titlu                                                          | Autor(i)                | Text                            | Lungime |  |
| 1.              | „Intro”                                                        | Andrei Kerestely        | Puya și Sișu                    | 0:45    |  |
| 2.              | „Tupeu de borfaș” (Feat. Marijuana)                            | La Familia              | Puya                            | 4:19    |  |
| 3.              | „București”                                                    | La Familia              | Puya                            | 4:32    |  |
| 4.              | „Pentru bagabonții care mă susțin”                             | La Familia              | Puya                            | 4:12    |  |
| 5.              | „Nu mă cunoști” (feat. B.U.G. Mafia)                           | La Familia și Mr. Juice | Puya, Uzzi, Sișu și Daddy Caddy | 4:30    |  |
| 6.              | „Uneori viața e o târfă” (feat. Adrian)                        | La Familia              | Puya și Sișu                    | 4:29    |  |
| 7.              | „Așa-i frumos” (feat. Mihai & Laurențiu și Cătălina Toma)      | La Familia              | Puya                            | 4:11    |  |
| 8.              | „Unii nu înțeleg” (feat. Mihai & Laurențiu)                    | La Familia              | Puya                            | 4:50    |  |
| 9.              | „Poveste de cartier” (feat. Marijuana, Gunja și Cătălina Toma) | La Familia              | Puya și Sișu                    | 4:23    |  |
| 10.             | „Nu fii perversă”                                              | La Familia              | Puya și Sișu                    | 3:50    |  |
| 11.             | „Nicăieri nu-i ca acasă”                                       | La Familia              | Puya                            | 4:17    |  |
| 12.             | „Cine a zis că e ușor” (feat. Cătălina Toma)                   | La Familia              | Puya                            | 3:35    |  |
| 13.             | „Goana după aur” (feat. Gunja)                                 | La Familia              | Puya și Gunja                   | 4:28    |  |
| 14.             | „Băieți de cartier” (feat. Mr. Juice și Marijuana) (Remix)     | La Familia și Mr. Juice | Puya, Sișu și Mr. Juice         | 3:54    |  |
| 15.             | „Tupeu de borfaș” (feat. Marijuana) (Radio Edit)               | La Familia              | Puya                            | 4:19    |  |
| Lungime totală: | Lungime totală:                                                | Lungime totală:         | Lungime totală:                 | 53:34   |  |